# Nat Mayer Shapiro
Pour les articles homonymes, voir Shapiro.
Nat Mayer Shapiro (New York, 2 juin 1919 - New York, 2 décembre 2005) est un artiste peintre et plasticien américain. Il est connu pour ses peintures sur toile et sur papier, ainsi que pour des sculptures monumentales. Il fut actif à Chicago, à Paris, et à New York. L'œuvre et la vie de Nat Mayer Shapiro font l'objet de la monographie Nat Mayer Shapiro, La rigueur et la joie.

## Œuvre
L'œuvre de Nat Mayer Shapiro est abondant (plus de 900 peintures, dessins, assemblages et sculptures) et ne se laisse pas catégoriser facilement, avec des inspirations du figuratif à de la pure abstraction, en passant par l'op art. C'est un ensemble dynamique, vignettes humoristiques, scènes bibliques, cerfs-volants dansant au vent, compositions géométriques rigoureuses, sculptures anthropomorphes fantasques, et  visions d'un cosmos insondable ; tour à tour sérieux, espiègle ou éthéré.
Shapiro affirme un style et une personnalité propres, alliant dynamique et clarté de la composition, ligne et profondeur, et modulation de la gamme chromatique. Son œuvre exprime un esprit indépendant, une infinie curiosité, et un intérêt constant pour l'humanité. On remarque une recherche permanente de la ligne, de la couleur, de la profondeur et du mouvement, entre légèreté et rigueur, avec un sens de l'humour pince-sans-rire poétique et moqueur.

### Inspiration biblique athée
La série Exodus comprend sept peintures acryliques sur toile exécutées à Paris en 1966–1967, illustrant des scènes de l'Exode. Une palette monochrome élimine couleur et profondeur, focalisant l’attention sur la ligne et la forme. Des références subtiles aux textes kabbalistiques témoignent de sa connaissance du legs religieux, en dépit d'un athéisme affiché. Voir Worshipping False Gods (l'Adoration des faux dieux), reproduit ici.

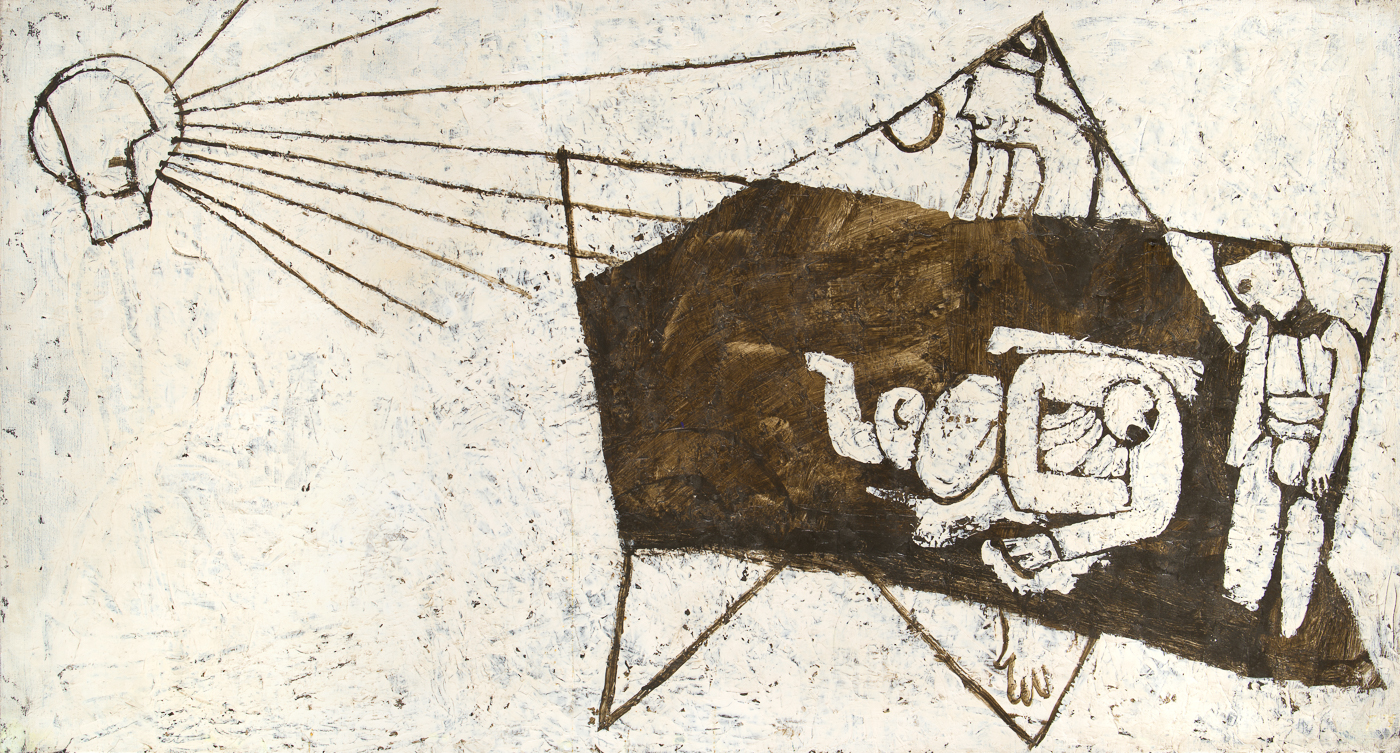
(Exodus) Worshipping False Gods. Acrylique sur toile, 1966–1967.

En 1998, à New York, une deuxième série biblique de 32 peintures acryliques sur toile, Genesis illustre la Genèse avec humour et fantaisie. Dans la même veine, le tableau The Dictation — Moses on Mount Sinai — Les fesses de Dieu ci-contre, présente Moïse recevant les Tables de la Loi ; reprenant le mot de la Bible interdisant à Moïse de voir Dieu en face, Shapiro peint Dieu de dos, accentuant de manière ludique son derrière nu.

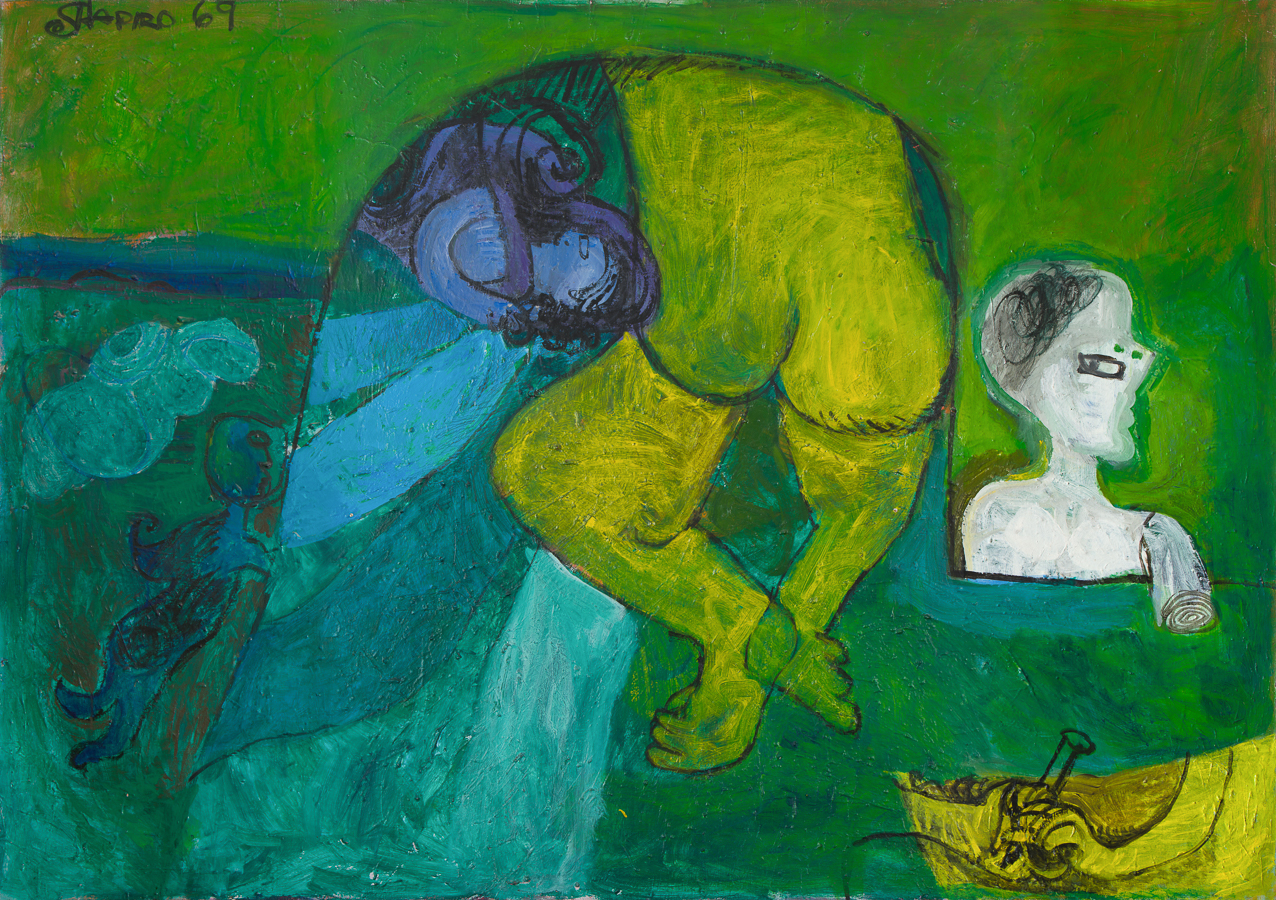
The Dictation — Moses on Mount Sinai — Les fesses de Dieu. Huile sur toile, 1969.

Si Shapiro peut s'amuser avec la Bible hébraïque, il peut aussi exprimer la noirceur de l'expérience juive vécue. Il est profondément marqué par le Vieux cimetière juif de Prague, un espace de moins de deux hectares dans lequel 12 000 pierres tombales reposent sur plus de 100 000 corps, sur plusieurs couches. Shapiro a réalisé sept peintures et œuvres sur papier inspirées par ce lieu.

### Les cerfs-volants
Démarrée en 1979, la série Kites (les cerfs-volants) comprendra 39 œuvres, peintures ou assemblages. Le cerf-volant planant dans le ciel incarne la joie enfantine et l'esprit qui vagabonde. Ce jouet devient l'objet d'une nouvelle recherche géométrique. La forme du double triangle fait sans doute référence aux thèses de Kandinsky. Chevauchant une rafale de vent, le cerf-volant prend un mouvement toujours plus haut, toujours plus loin.

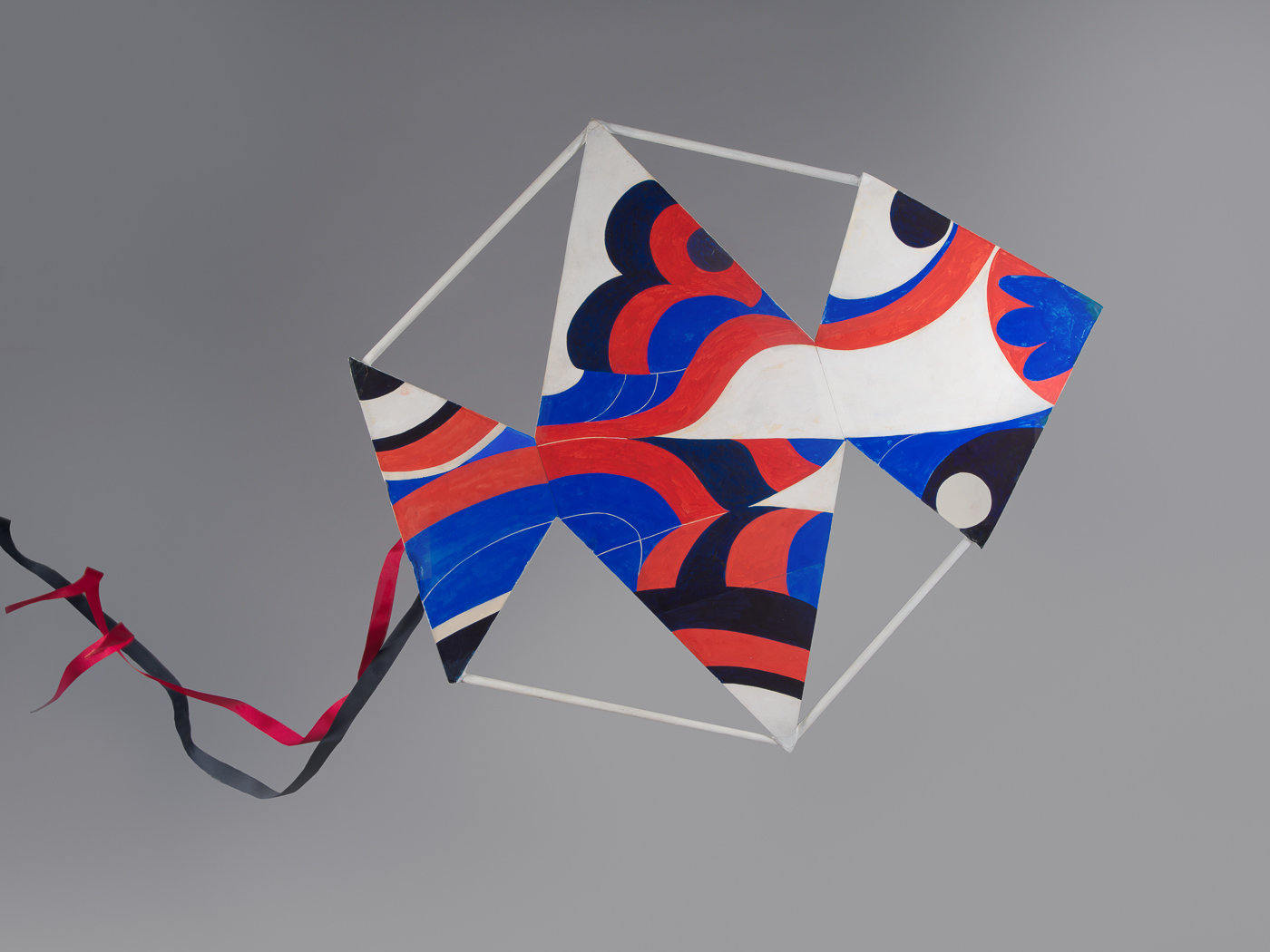
(Cerfs-volants) Red, White and Blue Kite. Acrylique sur polystyrène expansé et bois; non daté.

L'œuvre Night Kites (Cerfs-volants la nuit) ci-contre représente plusieurs cerfs-volants dans un fond de ciel bleu nuit. De légères variations créent l'illusion d'un mouvement des triangles, évoquant toujours Kandinsky par leur utilisation de lignes angulaires, de formes géométriques de base et de couleurs audacieuses et contrastées. Fidèle à lui-même, Shapiro fait référence à l'existentialisme de Kandinsky par le biais d'un objet tout à fait fantasque.

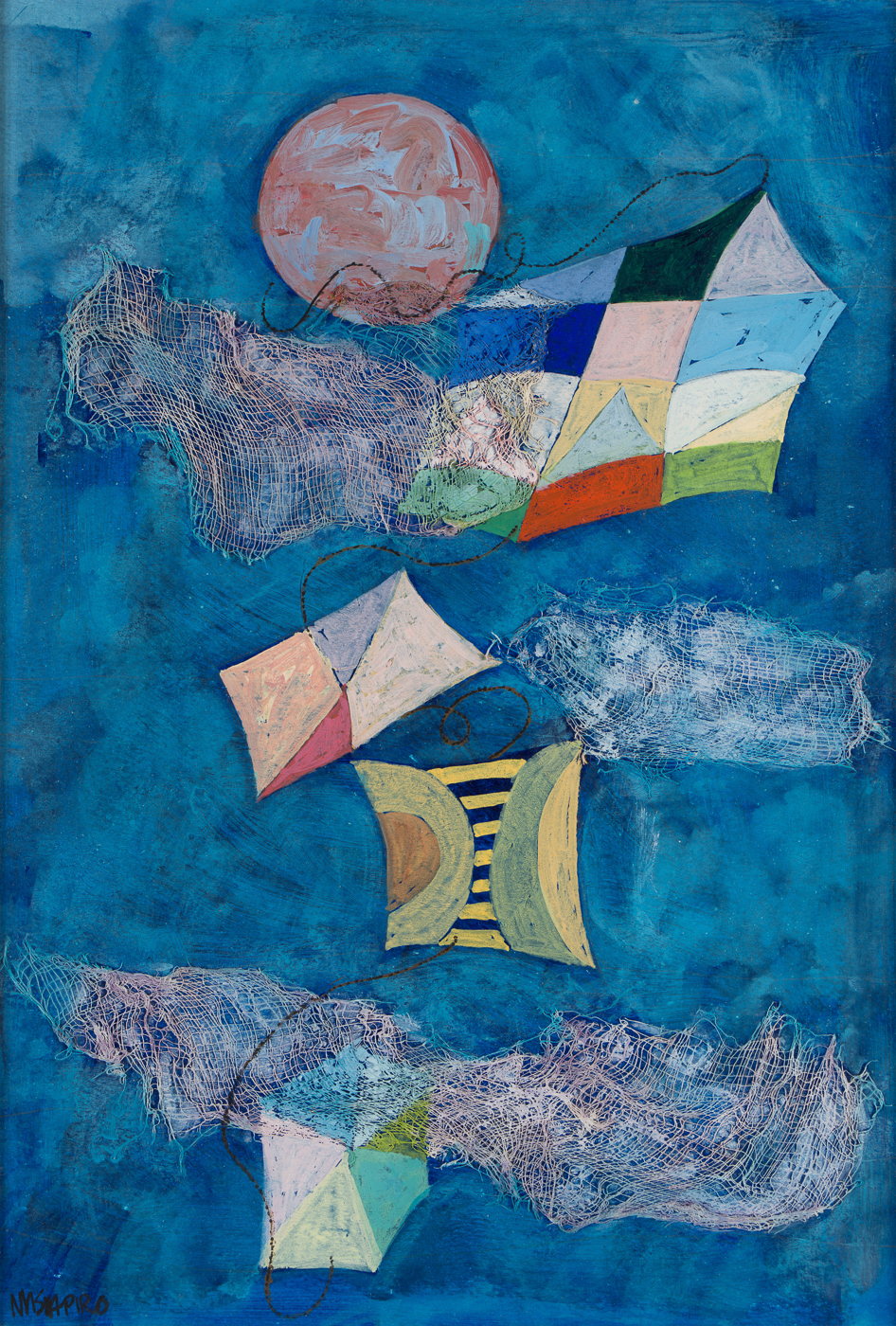
(Cerfs-volants) Night Kites. Acrylique, gouache et gaze sur papier, 1998.

### Sculptures monumentales
Dans les années 1960–70 Shapiro réalise une série de sculptures fantaisistes et anthropomorphes, en bois ou en polystyrène expansé laqué à l'époxy. Ces sculptures brouillent la frontière entre l'abstraction et la figuration, incorporant des chaussures, des jambes et des têtes dans des formes organiques bulbeuses.

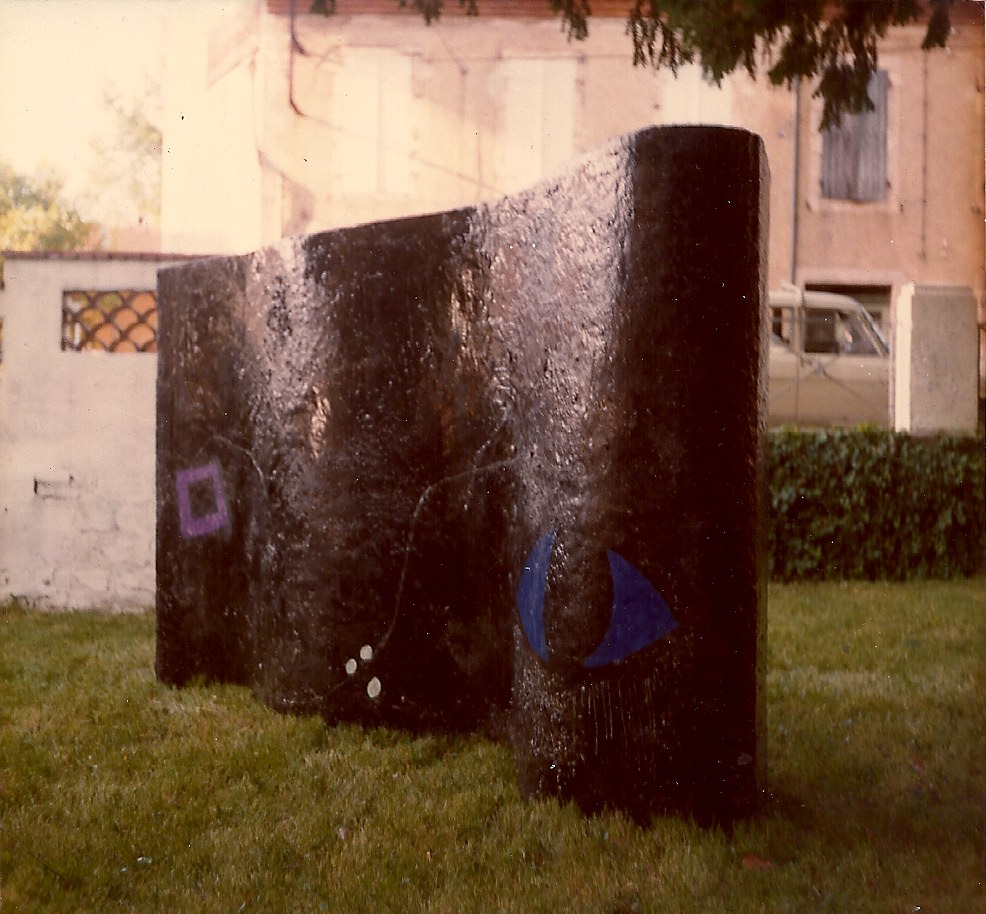
Evolution / The Wall. Polystyrène expansé, résine de polyester, fibre de verre, gravier, papier coloré et peinture acrylique, 1974.

L'imposante sculpture Evolution/The Wall, 1974 (Evolution/le Mur), pan de mur solitaire, de forme ondulée, se présente comme un néant noir abstrait, décoré de lignes blanches organiques et de formes colorées, allant de carrés rudimentaires à des yeux humains reconnaissables. Ce qu'en dit l'artiste : « J’ai essayé de montrer, par sa forme ondulée et le graphisme sur sa face, l’homme en mouvement constant à travers les siècles, liant son expression la plus primitive (le carré) à celle de son intelligence, son intellectualisme (l’œil), moyennant un tracé blanc. Le tout calculé pour ressembler vaguement à un visage. »

### Séries grecques
Dans les années 1965–1975, Shapiro effectue plusieurs voyages en Grèce, notamment pour témoigner en faveur de Yannis Leloudas, en procès pour son opposition à la dictature des Colonels.
Il y trouvera l'inspiration pour deux séries d'œuvres.
Celle des « Byzantins » comporte 35 œuvres aux des lignes épurées, exécutées à l'encre de Chine.
On y retrouve les habits noirs des popes, et les rondeurs des églises grecques.
La série plus tardive des « Icons » (Icônes) comporte 18 œuvres, dont la forme s'inspire des icônes et des ex-voto, abondants dans les églises orthodoxes en Grèce.
Elles sont peintes à l'acrylique sur plaque de polystyrène expansé recouvert de papier-mâché.
Très colorées et texturées, elles représentent scènes oniriques de silhouettes humaines à peine esquissées, de villes, des situations.
Ainsi dans Meeting (Rencontre), un personnage bleu roi embrasse une statue ; une bulle violette au-dessus de leur tête semble un phylactère de bande dessinée ; le tout sur un fond sombre dans un cadre à la forme d'un temple.

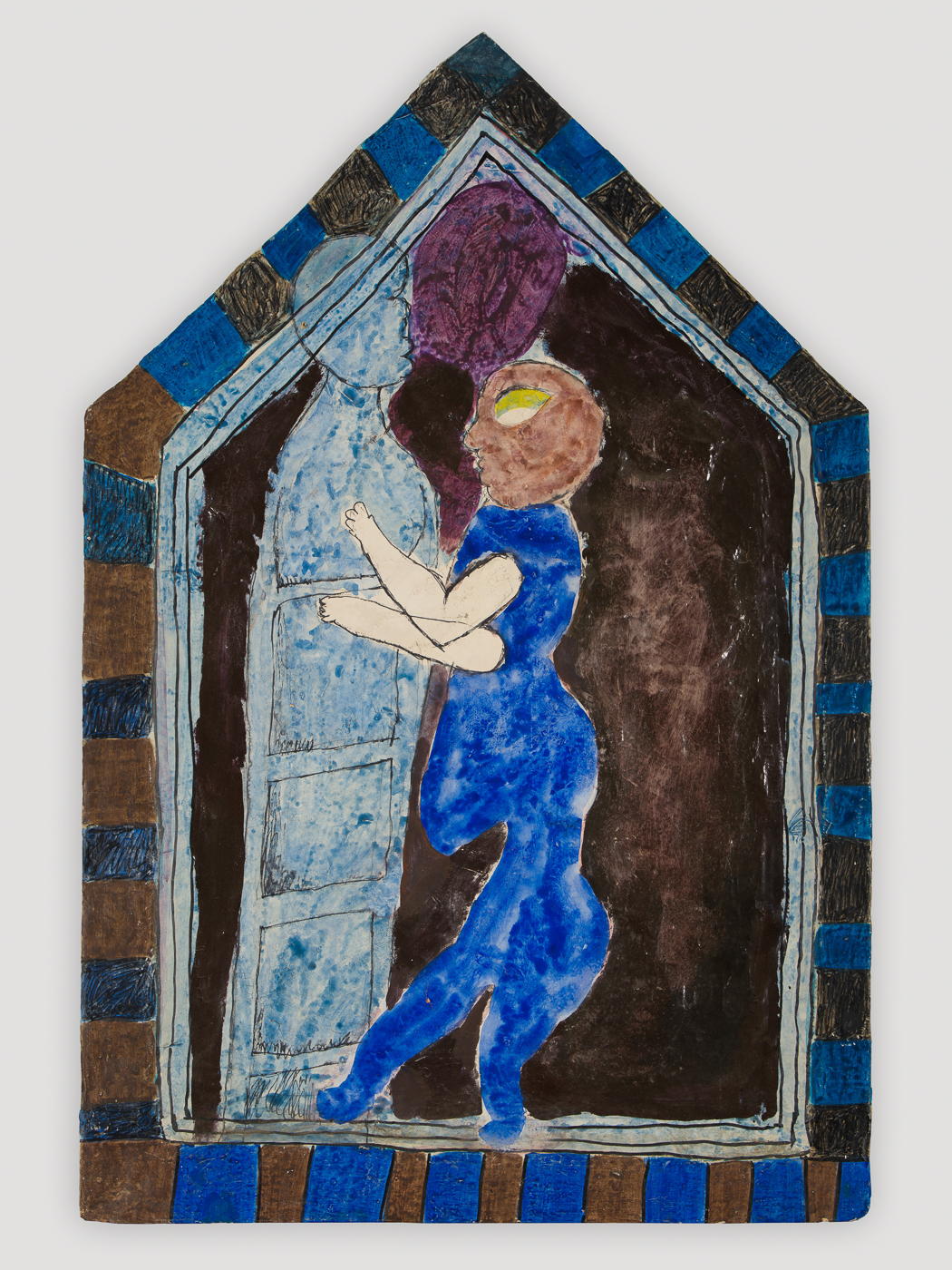
Meeting. Acrylique sur polystyrène expansé, 1976.

### La série Galaxy

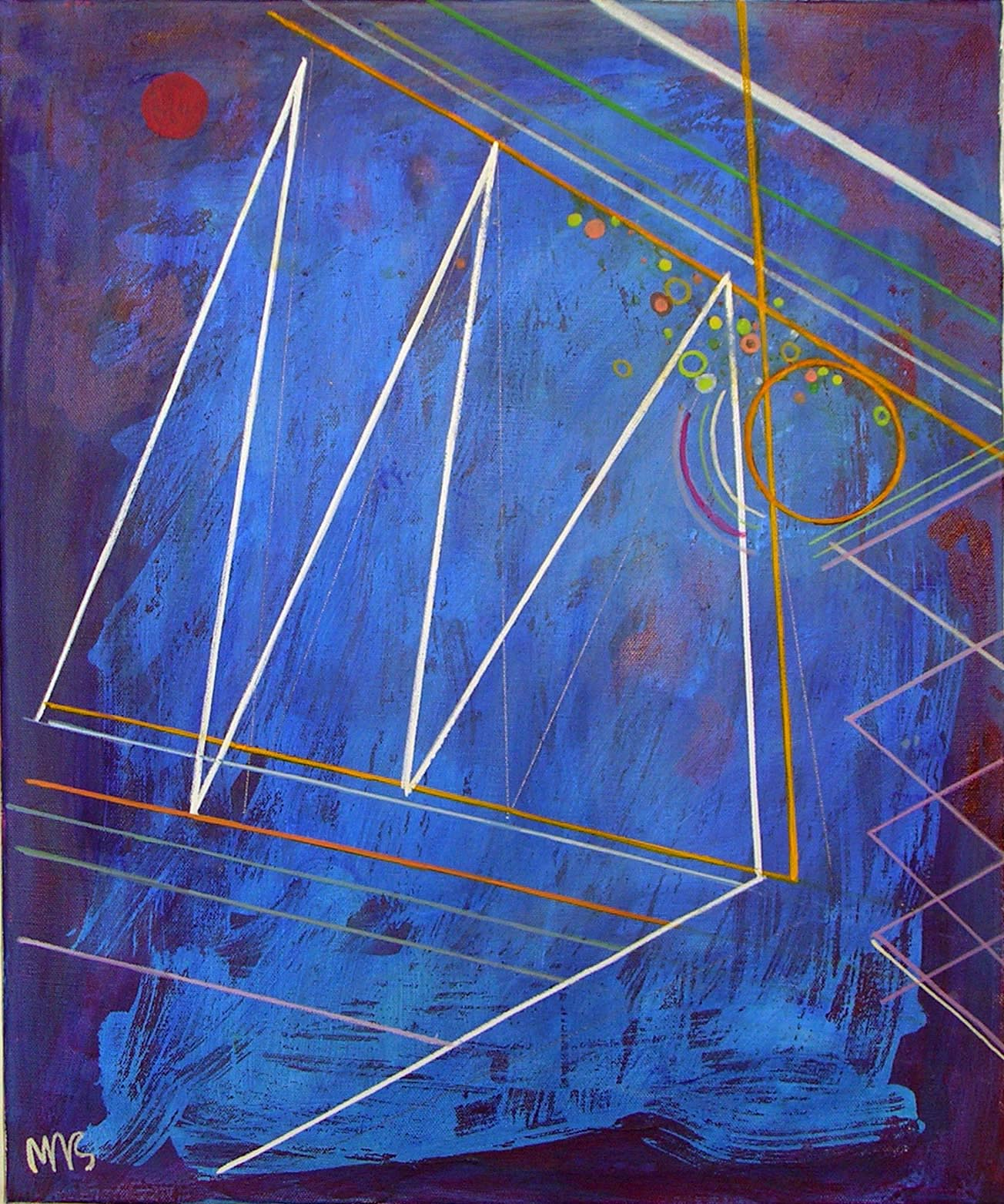
Light Theory II Acrylique sur toile, 2005.

Le thème de l'au-delà prend de l'importance vers la fin de sa vie.
Il culminera dans sa série Galaxy (Galaxies). Shapiro appelle la galaxie « mystérieuse, volatile et sublime ». Dans cette série, la peinture Blue Moon (Lune bleue, mais aussi « Quasiment jamais ») ou Light Theory II (Théorie de la lumière, ou peut-être Théorie légère) représentent une recherche sombre et mélancolique, et offrent une exploration de la spiritualité s'éloignant encore de la religion de son enfance, et de l'ironie envers le religieux. Citons encore Shapiro : « L'art se déplace dans toutes sortes de directions inimaginables, et mène à des dimensions insoupçonnées. Mon art, qui n'a pas de périmètre définissable, semble se transporter hors de moi. Honnêtement, je n'ai conscience ni de sa nature ludique et positive, ni de sa gravité. Et pourtant, c'est là. En fin de compte, l'art est autant un mystère pour moi que pour les autres. »

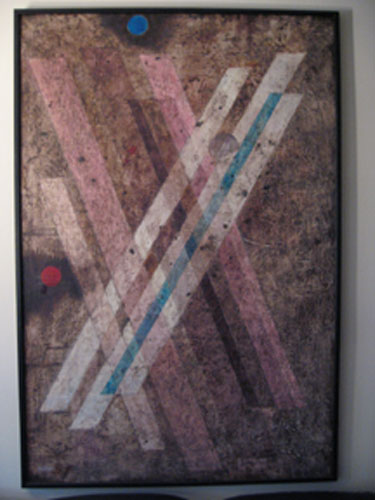
Blue Moon. Acrylique sur toile, 1985.

## Biographie
Nat Shapiro passe son enfance à Brooklyn. À dix ans, il décide de devenir peintre. Adolescent, il suivra les cours du soir du Pratt Institute. Il est mobilisé en 1941 et est affecté comme infirmier militaire en Australie et en Nouvelle-Guinée, où il passe la plus grande partie de ses quatre ans et demi de service, puis à Lake Placid (New York). C'est là qu'enfin il peut travailler comme artiste, peignant des décors de théâtre, des portraits et des paysages. En 1945, le département de la Guerre achète quelques-unes de ses œuvres pour un musée de la Guerre en projet.
De retour à la vie civile, il travaille comme illustrateur sous la signature “Mayer” et suit les cours du Art Students League of New York. En 1951, marié et père de deux enfants, il déménage avec sa famille à Chicago, où il s'affirme comme artiste. Aventureux et curieux, il voyage en Italie et en France en 1960. Il finit par s'installer en France en 1961 avec sa famille, d'abord dans le Midi, puis à Paris. À Paris, il étudie à l'Académie de la Grande Chaumière et expérimente avec différents médias et styles. Sa personnalité artistique s'y développe, cependant qu'il poursuit en parallèle une carrière d'illustrateur. Il voyage beaucoup en Europe, et trouve l'inspiration aussi bien dans les églises grecques, dans les mosaïques de Ravenne, les paysages du Maroc, ou le cimetière juif de Prague.
La culture et l'histoire juives jouent un rôle important. Ses parents, pratiquants, conservent les traditions juives. Alors qu'il rejette la religion à l'âge adulte, Shapiro s'intéresse néanmoins à la Bible hébraïque, à la Kabbale, et aux écrits de Flavius Josèphe.  
En 1985, Shapiro retourne à New York et s'installe dans l'immeuble d'artistes YoHo, dans le comté de Westchester. Il jouera un rôle-clef dans la fondation de la galerie d'art coopérative Upstream à Dobbs Ferry, dont il sera le président de 1995 à 2002.

## Collections
Les œuvres de Nat Shapiro se trouvent dans de nombreuses collections privées dans le monde entier. Certaines font partie du fonds national d'art contemporain de l'État français. D'autres sont exposées dans la galerie d'art du Queensborough Community College (en), à New York. En France, Nat Mayer Shapiro est représenté par la Galerie Saphir à Paris et à Dinard.

## Galerie

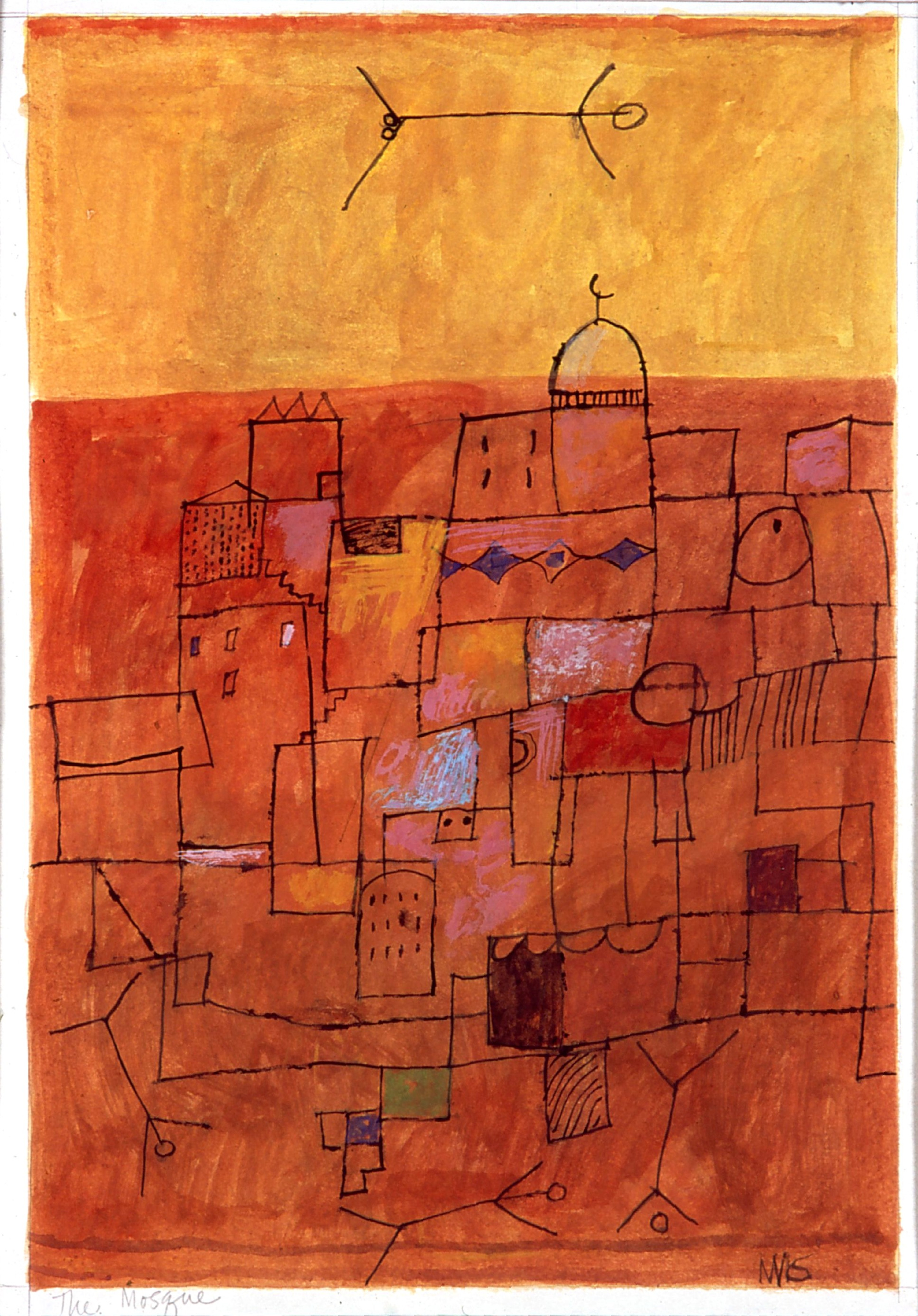
Moroccan Village —The Mosque.  Gouache et encre de Chine sur papier, n.d.
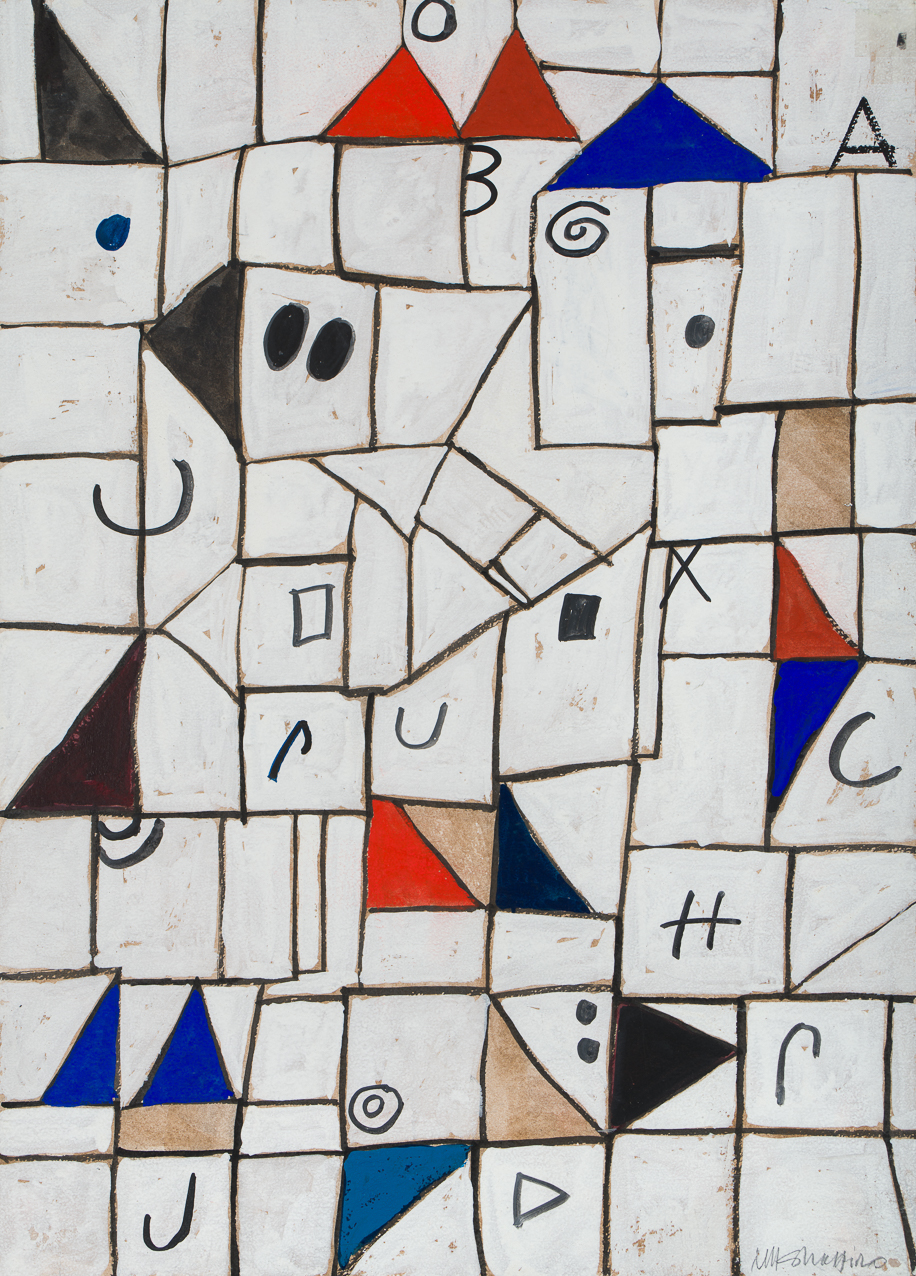
A, B, C.  Acrylique sur carton pressé, 1993.
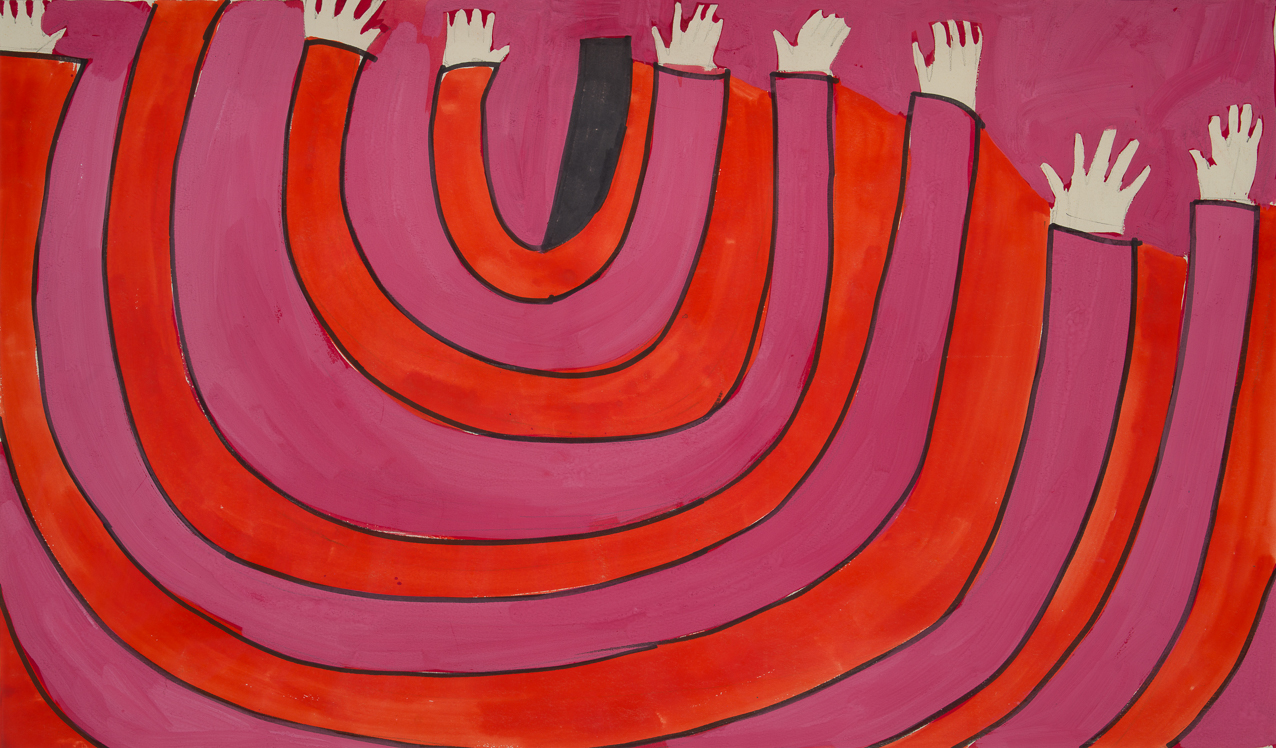
Menorah. Crayon, feutre et gouache sur papier, ≈2002.